# Ménil-Hubert-en-Exmes

Ménil-Hubert-en-Exmes este o comună în departamentul Orne, Franța. În 1 ianuarie 2022 avea o populație de 120 de locuitori.